# 蒯恩
蒯恩（？—？），字道恩，蘭陵承縣人。東晉末年將領，參與多場重要戰事如孫恩盧循之亂、劉裕北伐等。後在護送劉義真從關中東還時敗於夏軍被俘，死在北方。

## 生平
孫恩之亂時，蒯恩受縣府徵命擔任下級軍伕，隨劉裕軍隊行軍，負責去料理馬匹飼草。蒯恩每每都揹一大束草，揹得比其他人都多，但其實他並不甘心只幹種差事，常說：「大丈夫應拿三石重的弓征戰，為甚麼要做照顧馬匹的士兵！」劉裕聽聞，就擢升他為士兵。蒯恩於是大分高興，自此以後出征都常一馬當先，殺敵甚多。
元興三年（404年）劉裕起兵討伐桓玄，蒯恩亦有隨行，收復建康（今江蘇南京市）後，即以寧遠將軍領軍旗隊。隨後又隨劉道規西征桓玄餘眾，助其攻陷偃月壘並俘其守將桓仙客，並於次年攻下江陵（今湖北荊州市荊州區）。義熙二年（406年），蒯恩因攻破據應城造反的張堅，獲封都鄉侯。義熙五年（409年）蒯恩又隨劉裕進攻南燕，助破廣固（今山東青州市）。廣州刺史盧循乘劉裕北伐機會起兵，兵臨建康，蒯恩隨劉裕快速回防京師，共負責在查浦抵禦盧循軍。盧循撤離建康後，蒯恩又與王仲德等人追擊，並在南陵擊破留守的盧循將范崇民；義熙七年（411年）又隨劉藩等軍追擊盧循黨羽徐道覆，最終徐道覆於始興郡兵敗被殺。及後蒯恩升任龍驤將軍、蘭陵太守。
義煕八年（412年），劉裕西征荊州刺史劉毅，並命蒯恩與王鎮惡率百艘戰船擔當前鋒先攻江陵，並詐稱是劉藩的部隊。他們一直進軍至豫章口就改以陸路準備攻城，由蒯恩率兵在前，王鎮惡在後，直至城外五六里時才被識破，但還是能攻進城內與劉毅軍決戰，並最終擊敗劉毅。戰後蒯恩因功以本官加任太尉長兼行參軍。義熙九年（413年），劉裕命朱齡石為主帥，令其率蒯恩等共二萬兵進攻譙蜀。大軍進攻至彭模（今四川彭山縣）時朱齡石率眾進攻據險的北城，蒯恩所率軍隊在眾軍之前，大戰了一整日，終攻陷北城，並令南城自潰，隨後成功助晉軍攻滅譙蜀，升太尉行參軍，改封北至縣五等男。義熙十一年（415年），劉裕攻荊州刺史司馬休之，司馬休之與雍州刺史魯宗之聯手抵抗。劉裕初遣徐逵之率蒯恩、沈淵子等為先鋒，但徐逵之於破冢（今湖北江陵縣东南）敗於魯宗之子魯軌，徐逵之、沈淵子等人都戰死，只有蒯恩列兵在堤下防禦。魯軌乘勝來攻，聲威甚大，但蒯恩嚴令士兵堅守，魯軌終也不能擊破蒯恩軍，被逼撤退。不久劉裕大軍來到，並攻破江陵，蒯恩又參與追擊據守石城（今湖北鍾祥市）的魯軌，並在攻下石城後繼續與諸將追擊北走的魯軌、司馬休之等人。
劉裕念及蒯恩前後出征的功勞，進封他為新寧縣男，食邑五百戶。後又轉任劉裕世子劉義符的中兵參軍。後又改任諮議參軍，轉輔國將軍、淮南太守。
義熙十四年（418年），因留守關中的劉義真無力治下，以及夏國的軍事威脅，劉裕命蒯恩到關中召義真回朝，改派朱齡石駐鎮關中。然而義真東歸時卻被夏將赫連璝追擊，又因義真不肯放棄輜重，夏軍還是追上晉軍，蒯恩與傅弘之斷後奮戰數日，但至青泥時晉軍大敗，蒯恩身邊士兵死盡，自己亦被擒，後死在夏國。

## 性格特徵
- 蒯恩自參軍後參戰過百，遇危急戰情每每在眾將中第一個出戰，不畏艱險進攻敵陣，故身體多年來也受了不少嚴重創傷。在一次於婁縣的作戰中蒯恩更被箭矢射傷了左眼。
- 劉裕北伐後秦時，蒯恩留京侍衞世子劉義符，在與朝中士人交往時十分自謙，往往自稱為鄙人而以官位稱呼對方。另蒯恩亦撫慰士兵，自律守法，故很得眾人親近。

## 後代

### 子女
- 蒯國才，嗣子。

### 孫輩
- 蒯慧度，蒯國才子，嗣爵，但慧度無子，死後封國就因絕嗣被廢。

## 延伸阅读
[在维基数据编辑]
 《宋書·卷49》，出自沈约《宋书》
 《南史·卷17》，出自李延壽《南史》